# Tatiana Issa
Tatiana Issa (São Paulo, 16 de janeiro de 1974), é uma atriz, produtora e diretora de cinema e televisão brasileira.

## Biografia
Filha do cenógrafo Américo Issa, Tatiana começou sua carreira de atriz aos sete anos de idade. Em seu currículo consta um grande número de espetáculos e festivais internacionais de teatro e cinema, como a produção internacional do espetáculo A Falecida, de Nelson Rodrigues, com direção de Gabriel Vilella em Viena,  Áustria. 
No cinema, protagonizou filmes como a co-produção franco-brasileira Jubiabá, de Jorge Amado, com direção de Nelson Pereira dos Santos, e O Guarani, no qual personificou a heroína Ceci. 
Em 2001, após perder o pai, se mudou para Nova York para morar com Raphael Alvarez, amigo dos tempos do teatro, e ficou na cidade, abrindo com Alvarez a produtora Tria Productions. Esta seria focada nos filmes, enquanto Issa também criou com Guto Barra a Producing Partners para produções televisivas.
Seu primeiro longa-metragem, Dzi Croquettes, sobre o grupo teatral do qual seu pai foi cenógrafo e iluminador, ganhou inúmeros prêmios internacionais. O filme teve sua estreia nos EUA em Novembro de 2011, no IFC Village Cinemas em Nova Iorque,  no MoMA (Museu de Arte Moderna), e no Sunset 5 Cinemas em Los Angeles.
Dzi Croquettes participou de mais de 60 festivais internacionais, como o o TRIBECA Film Doc Series, Festival Internacional de Cinema de Palm Springs, o Festival Internacional de Cinema da HBO, Festival Internacional de Cinema de Bangkok entre outros. Ganhou os prêmios de melhor documentário pelo voto popular e melhor montagem pelo júri oficial no Grande Prêmio Brasileiro de Cinema, da Academia Brasileira de Cinema, e o prêmio de melhor filme no Grande Prêmio ACIE da Associação de Correspondentes de Imprensa Estrangeira. O filme também é responsável por conquistar ambos os prêmios de melhor documentário (pelo voto popular e pelo júri oficial), pela primeira vez na história, no Festival do Rio, em 2009, e os prêmios de melhor documentário (Prêmio do Itamaraty) e melhor documentário (voto popular) na 33ª Mostra Internacional de Cinema de São Paulo.
Ganhadora de 3 Emmy Awards e indicada a outros sete como Diretora e Produtora Executiva, Tatiana Issa é uma premiada produtora executiva, showrunner e diretora. Ela é cofundadora da Producing Partners & ART DOCS com mais de 400 episódios produzidos em mais de 80 países e mais de 30 séries de TV e filmes de sucesso no horário nobre para canais como HBO, Amazon Studios, Disney+, HBO Max, Smithsonian Channel, Youtube Originals, Food Network, TV5 Monde, TV Globo , Globoplay e muitos outros. Tatiana é membro da Television Academy e jurada do International Emmy Awards, além de membro da New York Women in Film & Television. Ela é criadora, produtora executiva e diretora de programas de sucessos como "Fora do Armário", série de 10 episódios para a HBO América Latina, "Bertha Lutz, Women and the UN Charter", um documentário de longa-metragem para a HBO, "Pedro pelo Mundo", uma série de viagens e atualidades filmada em mais de 50 países, "Além da Conta, com Ingrid Guimarães" (GNT/GLOBO) atualmente em sua oitava temporada, "Ludmilla, Rainha da Favela" reality com a cantora Ludmilla para o Globoplay, "Destino Con Sabor ", uma série de gastronomia / viagens para Food Network e muitas outras. Tatiana mora em Nova York e ganhou mais de 40 prêmios internacionais por seu longa-metragem, Dzi Croquettes, com 
Liza Minnelli. O filme se tornou um dos documentários mais premiados da história do Brasil e já foi exibido em prestigiosas salas como o Museu de Arte Moderna (MoMA) de Nova York, Berlim, e em mais de 60 países ao redor o mundo. Atualmente Tatiana desenvolve séries para os canais americanos OWN, Discovery+ e Amazon Prime.

## Carreira

### Televisão
Como diretora
- - 2023 A Superfantástica História do Balão Mágico - Diretora Geral/Produtora Executiva - Star+
  - 2022 Pacto Brutal - O Assassinato de Daniella Perez - Diretora Geral/Produtora Executiva - HBO Max
  - 2021 Ludmilla, Rainha da Favela - Diretora Geral/Produtora Executiva - Globoplay / Multishow
  - 2020 Immersive.World - Diretora Geral/Produtora Executiva - Canal ALL ARTS Channel / Arte1 - Nomeada para o EMMY Awards [4]
  - 2020 Under The greenwood Tree - Diretora Geral/Produtora Executiva - Canal ALL ARTS Channel - Nomeada para o EMMY Awards [4]
  - 2020 Transcending - Diretora Geral/Produtora Executiva - Canal ALL ARTS Channel - Nomeada para o EMMY Awards [4]
  - 2020 Tem Wifi? Com Ingrid Guimarães - Diretora Geral/Produtora Executiva - Canal GNT
  - 2020 Danças do Mundo - Diretora Geral/Produtora Executiva - Canal ARTE1
  - 2019 Bertha Lutz - Women and the U.N. Charter - Diretora Geral/Produtora Executiva - HBO Channel
  - 2019 Vai que Cola, Miami - Executive Producer - Multishow Channel
  - 2019 Além da Conta, Tem Wi-fi - Season 6 - Diretora Geral/Produtora Executiva –GNT Network
  - 2019 Anota Aí, Listas imperdíveis - Seasons 6 & 7 - Diretora Geral/Produtora Executiva – Multishow Network
  - 2019 Férias em Família - Season 1 & 2 - Executive Producer & Showrunner - Multishow Network
  - 2019 Expresso Futuro com Ronaldo Lemos - Season 3 - Diretora Geral/Produtora Executiva - TV Globo Network
  - 2019 Pedro Pelo Mundo - Season 4 - Diretora Geral/Produtora Executiva –GNT Network
  - 2019 Viver do Riso - Diretora Geral/Produtora Executiva - TV Globo Network
  - 2018 Fora do Armário - Diretora Geral/Produtora Executiva - HBO Channel
  - 2018 Os Gretchens - Diretora Geral/Produtora Executiva –Multishow Network
  - 2018 Expresso Futuro com Ronaldo Lemos - Season 2 - Diretora Geral/Produtora Executiva - Canal Futura
  - 2018 Pedro Pelo Mundo - Season 3 - Diretora Geral/Produtora Executiva –GNT Network
  - 2018 Anota Aí, Listas imperdíveis - Seasons 4 & 5 - Diretora Geral/Produtora Executiva –Musltishow Network
  - 2018 Além da Conta, com Ingrid Guimarães - Season 5 - Diretora Geral/Produtora Executiva –GNT Network
  - 2017 Expresso Futuro com Ronaldo Lemos - Diretora Geral/Produtora Executiva- Canal Futura
  - 2017 Geografia da Arte - Diretora Geral/Produtora Executiva - ARTE1 Channel
  - 2017 Destino Con Sabor - Diretora Geral/Produtora Executiva - Food Network
  - 2017 Pedro Pelo Mundo - Season 2 - Diretora Geral/Produtora Executiva –GNT Network
  - 2016 Além da Conta, com Ingrid Guimarães - Season 3 & 4 - Diretora Geral/Produtora Executiva –GNT Network
  - 2016 Pedro Pelo Mundo - Director/Executive Producer –GNT Network
  - 2014 Almanaque Musical, com Marisa Orth - Diretora Geral/Produtora Executiva – Canal Brasil [12]
  - 2014 NELSON 70, com Nelson Motta - Diretora Geral/Produtora Executiva – Canal Brasil [13]
  - 2014 Além da Conta, com Ingrid Guimarães - Diretora Geral/Produtora Executiva – Canal GNT [9]
  - 2014 Anota Aí, Listas imperdíveis - Diretora Geral/Produtora Executiva – Canal Musltishow [14]
  - 2013 Gaby Gringa - Diretora Geral/Produtora Executiva  - Canal BIS [15]
  - 2013 Agenor, Canções de Cazuza - Diretora/Produtora Executiva  - Canal BIS [16]
  - 2012 Beyond Ipanema - Produtora Executiva - Canal Brasil [17]
  - 2011 Mundo em Movimento - Diretora/Produtora Executiva – Canal Multishow [18]
  - 2010 Broadway Dreams - Diretora/Produtora Executiva – Canal Multishow  [19]
  - 2003/2005 New York Underground- Diretora/Produtora Executiva/Apresentadora – Canal Band & CNT

Como atriz
- 1998 - Hilda Furacão - Dorinha
- 1996 - O Fim do Mundo - Maria do Socorro Socó
- 1992 - Deus Nos Acuda - Yeda
- 1983 - Guerra dos Sexos - Cissa Marino

### Cinema
Como atriz
- 1987 ... Jubiabá[20] - protagonista jovem
- 1996 ... O Guarani - Ceci

Como diretora
- 2005 ... Medusa
- 2006 ... Parintins: Amor de Boi
- 2007 ... Dzi Croquettes[20]

### Teatro
- A Falecida - Nélson Rodrigues (direção de Gabriel Vilella)
- As 1001 Encarnações de Pompeu Loredo (direção de Jorge Fernando)
- Sapatinho de Cristal (direção de Claudio Tovar)
- Os Visigodos (direção de Karen Acioly)
- A Receita do Sucesso (direção de Jorge Fernando)
- Simbad de Bagdad (direção de Claudio Tovar)

## Prêmios
- 2021 - Emmy Awards - Vencedora por "Dreams from the Deep End" - Director/Executive Producer [3]
- 2021 - Emmy Awards - Vencedora por "Phillip Pearlstein: Life Happens" - Director/Executive Producer [3]
- 2021 - Emmy Awards - Indicada por "Immersive World -  EP01"  - Director/Executive Producer [3]
- 2021 - Emmy Awards - Indicada por "Immersive World -  EP02"  - Director/Executive Producer [3]
- 2020 - Emmy Awards - Vencedora por "Immersive.World" - Director/Executive Producer [3]
- 2020 - Emmy Awards - Indicada por "Under the Greenwood Tree" - Director/Executive Producer [4]
- 2020 - Emmy Awards -  Indicada por "Transcending - The Chamber Music Society Of Lincoln Center Celebrates 50 Years" - Director/Executive Producer [4]
- 2020 - 48º Festival de Gramado - Por "Dominique" [21]
- 2020 - 13º Vox Feminae, Croatia - Por "Dominique"
- 2020 - 32º Exground FilmFest, Germany - Vencedora por "Dominique" [22]
- 2020 - 13º Thin Line Fest, USA - Por "Dominique" [23]
- 2020 - 23º Cine las Américas, USA - Por "Dominique" [24]
- 2020 - 25º Chéris-Chéris - Festival du film LGBTQ, France - Por "Dominique" [25]
- 2020 - 27º Festival Mix Brasil, Brasil - Por "Dominique" [26]
- 2020 - 8º Curta o Gênero, Brasil - Por "Dominique"
- 2020 - 8º Curta Brasília, Brasil - Por "Dominique" [27]
- 2020 - 23º Mostra de Tiradentes, Brasil - Por "Dominique" [28]
- 2020 - 17º Zinegoak International LGTB Film and Performing Arts Festival, Spain - Por "Dominique" [29]
- 2020 - 13º Curta Taquary, Brasil - Por "Dominique" [30]
- 2020 - 15º Festival Taguatinga de Cinema - Por "Dominique" [31]
- 2020 - 18º Bogoshorts, Colombia - Por "Dominique" [32]
- 2020 - 22º Reelout Queer Film Festival, Canada - Por "Dominique" [33]
- 2020 - 13º Broadway International Film Festival Los Angeles 2020, USA - Por "Dominique" [34]
- 2020 - 3rd Thessaloniki Queer Arts Festival - Por "Dominique" [35]
- 2020 - 2º Curta (C)errado, Brasil - Por "Dominique"
- 2020 - 2nd Hebden Bridge Film Festival, UK - Por "Dominique" [36]
- 2020 - Motriz – 1º Festival de Cinema de Planaltina, Brasil - Por "Dominique"
- 2020 - 3º Mostra Clandestina, Brasil - Por "Dominique"
- 2020 - International Kolkata Short Film Festival 2021, India - Por "Dominique"
- 2020 - 1º Pajubá- Festival de Cinema LGBTI+ do Rio de Janeiro - Por "Dominique"
- 2020 - Cine RO - Festival de Cinema de Rôndonia - Melhor Direção e Melhor Documentário por "Dominique"
- 2020 - BIMIFF - Brazil International Monthly Independent Film Festival - Por "Dominique"
- 2019 - Impact Docs Awards - Award of Excellence for "Yves Saint-Laurent: My Marrakesh" [37]
- 2019 - Impact Docs Awards - Award of Excellence for "The Architecture of Tadao Ando" [37]
- 2011 – Grande Prêmio ACIE – Imprensa Internacional  - Melhor Filme do Ano - – Diretora/Produtora [38]
- 2011 – Grande Prêmio do Cinema Brasileiro – Melhor Documentário por Dzi Croquettes – Diretora/Produtora [39]
- 2011 - Grande Prêmio do Cinema Brasileiro – Melhor Edição  – Diretora/Produtora [40]
- 2011 - Prêmio SESC Melhores Filmes do Ano – Melhor Documentário – Diretora/Produtora [41]
- 2010 – FRAMELINE 34, San Francisco/USA- Melhor Documentário Juri Oficial – Diretora/Produtora [42]
- 2010 – TORINO Int’l GLBT FF, Itália - Melhor Documentário Voto Popular – Diretora/Produtora [43]
- 2010 – London Brazilian Film Festival – Melhor Documentário Voto Popular  – Diretora/Produtora [44]
- 2010 – DANCE, CAMERA, WEST 2010 Los Angeles/USA- Dzi Croquettes – Best Outstanding Documentary – Diretora/Produtora  [45]
- 2010 – 14th MIAMI Brazilian Film Festival – USA - Melhor Documentário Voto Popular – Diretora/Produtora [46]
- 2010 – LABRFF 2010 Los Angeles Brazilian Film Festival – Dzi Croquettes – Melhor Documentário – Diretora/Produtora [47]
- 2010 – For Rainbow Film Festival – Melhor Documentário – Diretora/Produtora
- 2010 – IN-EDIT Documentary Festival – Dzi Croquettes – Melhor Documentário– Diretora/Produtora [48]
- 2009 – Festival do Rio (Rio de Janeiro International Film Festival) Dzi Croquettes – Melhor Documentário pelo Voto Popular – Diretora/Produtora [49]
- 2009 – Festival do Rio (Rio de Janeiro International Film Festival) Dzi Croquettes – Melhor Documentário pelo Juri Oficial – Diretora/Produtora [49]
- 2009 – 33 Mostra Internacional de São Paulo - Dzi Croquettes – Melhor Documentário Prêmio Itamaraty  [50]
- 2009 – 33 Mostra Internacional de São Paulo Dzi Croquettes – Melhor Documentário pelo Voto Popular [51]
- 2009 – 17th Mix Brazil International Film Festival Dzi Croquettes – Melhor Documentário pelo Voto Popular [52]
- 2009 – 5th Festcine Goiania – Dzi Croquettes - Melhor Documentário [53]